# Z medalionem
Z medalionem – biograficzna seria wydawnicza ukazująca się w latach 1973-1990 nakładem Wydawnictwa Śląsk w Katowicach.

## Wykaz opublikowanych tytułów serii
1. Anna i George Bidwellowie, Admirał i kochanek, Katowice 1989 (264 ss.)
2. George Bidwell, „Boś lud swój pomordował...” Biografia Karola I Stuarta, tłum. Anna Bidwell, Katowice 1975 (328 ss.)
3. George Bidwell, Bunt długich spódnic, Katowice 1988 (226 ss.)
4. George Bidwell, Cudzą krwią. Opowieść o Karolu Edwardzie Stuarcie, tłum. Anna Bidwell, Katowice 1973 (265 ss.)
5. George Bidwell, John i Sara Księstwo Marlborough, tłum. Anna Bidwell, Katowice 1982 (223 ss.)
6. George Bidwell, Król diamentów, Katowice 1979 (350 ss.)
7. George Bidwell, Najcenniejszy klejnot, Katowice 1984 (243 ss.)
8. George Bidwell, Ostatni rycerz króla Artura. Henryk V, tłum. Anna Bidwell, Katowice 1977 (264 ss.)
9. George Bidwell, Pirat królowej, Katowice 1982 (202 ss.)
10. George Bidwell, Rubaszny król Hal. Henryk VIII, wyd. III, Katowice 1985 (292 ss.)
11. George Bidwell, Ten zły wódz, Katowice 1975 (306 ss.)
12. George Bidwell, Ulubieniec narodu. Lord Palmerston, Katowice 1981 (270 ss.)
13. George Bidwell, Wiktoria żona Alberta, Katowice 1977 (348 ss.)
14. George Bidwell, Zdobywca Anglii. Wilhelm I z Normandii, Katowice 1980 (312 ss.)
15. George Bidwell, Zdobywca Indii, Katowice 1976 (211 ss.)
16. Danuta Bieńkowska, Michał Waleczny, Katowice 1975 (192 ss.)
17. Karel Vladimir Burian, Wielka miłość, Katowice 1977 (295 ss.)
18. Jerzy Cepik, Krzysztof Kolumb, Katowice 1981 (380 ss.)
19. Jerzy Cepik, Leonardo da Vinci, Warszawa 1983 (432 ss.)
20. Jerzy Cepik, Samotny o zmierzchu. Rembrandt van Rijn, Katowice 1985 (298 ss.)
21. Desider Galsky, Wielka gra Ferdynanda Lessepsa, Katowice 1977 (225 ss.)
22. Frantisek Gel, Pogromca niewidzialnych drapieżników, Katowice 1986 (246 ss.)
23. Józef Głomb, Człowiek z pogranicza epok, Katowice 1981 (174  ss.)
24. Josef Janacek, Śmierć Wallensteina, Katowice 1976 (327 ss.)
25. Ryszard Kincel, Kłopotliwy książę Sułkowski, Katowice 1984 (175 ss.)
26. Jan Klima, Simon Bolivar, Katowice 1988 (266 ss.)
27. Nina Kracherowa, Partyzant moralności, Katowice 1989 (332 ss.)
28. Stefan M. Kuczyński, Litwin i Andegawenka, Katowice 1977 (398 ss.)
29. Stefan M. Kuczyński, Zawisza Czarny, Katowice 1983 (352 ss.)
30. Jerzy S. Łątka, Romantyczny kondotier, Katowice 1988 (228 ss.)
31. Jerzy Łojek, Dzieje zdrajcy, Katowice 1988 (280 ss.)
32. Maria Parandowska, Przyjmij laur zwycięski, Katowice 1987 (279 ss.)
33. Jerzy Piechowski, Prorok czy dyktator?, Katowice 1988  (140 ss.)
34. Zdzisław S. Pietras, Bolesław Krzywousty, Katowice 1978 (244 ss.)
35. Janusz Roszko, Awanturnik nieśmiertelny, Katowice 1989 (340 ss.)
36. Janusz Roszko, Ostatni rycerz Europy, Katowice 1983 (465 ss.)
37. Marek Ruszczyc, Strzały w „Zachęcie”, wyd. II, Katowice 1987 (260 ss.)
38. Herbert Scurla, Aleksander von Humboldt, Katowice 1978 (422 ss.)
39. Dionizy Sidorski, Nie znam takiego monarchy, Katowice 1982 (187 ss.)
40. Dionizy Sidorski, Panie Kochanku, Katowice 1987 (271 ss.)
41. Bogdan Snoch, Protoplasta książąt śląskich, Katowice 1985 (150 ss.)
42. Wilhelm Szewczyk, Marnotrawstwo serca, Katowice 1980 (245 ss.)
43. Wilhelm Szewczyk, Skarb Donnersmarcków, Katowice 1979 (316 ss.)
44. Andrzej Trepka, Benedykt Dybowski, Katowice 1979 (470 ss.)
45. Andrzej Trepka, Wizjoner kosmosu, Katowice 1974 (416 ss.)
46. Tadeusz Wasilewski, Ostatni Waza na polskim tronie, Katowice 1984 (290 ss.)
47. Jan Widacki, Kniaź Jarema, Katowice 1988 (292 ss.)
48. Stefan Zweig, Magellan, tłum. Zofia Petersowa, wyd. II, Katowice 1984 (166 ss.)
49. Stefan Zweig, Maria Antonina, Katowice 1990 (367 ss.)
50. Stefan Zweig, Maria Stuart, Katowice 1986 (310 ss.)[1]